# Haplochromis pundamilia
Haplochromis pundamilia es una especie de peces de la familia Cichlidae en el orden de los Perciformes.

## Morfología
- Los machos pueden llegar alcanzar los 12,4 cm de longitud total.
- Número de  vértebras: 28-30.[2]

## Alimentación
Come principalmente larvas de insectos bentónicos (especialmente efímeras), aunque, ocasionalmente, también come zooplancton, y briozoos

## Hábitat
Vive en zonas de clima tropical.

## Distribución geográfica
Se encuentran en África: lago Victoria (Tanzania ).